# 密西西比州第四國會選區
密西西比州第四國會選區是美国密西西比州的四個國會選區之一，其覆蓋了該州的東南部地區。其包括密西西比州的所有墨西哥湾沿岸，在東部的亚拉巴马州邊界和西部的路易斯安那州邊界之間延伸90英里，並向北延伸到松樹帶地區。它包括密西西比州四個人口最多的城市中的三個：格爾夫波特、比洛克西和哈蒂斯堡。該地區的其他主要城市則包括貝聖路易斯、勞雷爾以及帕斯卡古拉。